# زاماك

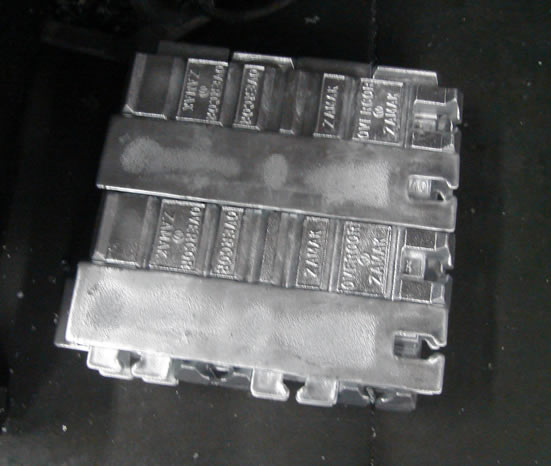
صبة من سبيكة زاماك

زاماك (Zamak) هو اسم تجاري يطلق بشكل عام على السبائك المصنوعة من الزنك مع كميات ضئيلة من النحاس والألومنيوم والمغنيسيوم، ولها استخدامات مفيدة في عمليات السبك في القوالب وكذلك السبك المغزلي، وخاصة في صناعة السيارات والصناعات الكهربائية والصناعات الثقيلة.
تتميز تلك السبائك بأنها ذات نقطة انصهار منحفضة نسبياً، كما ان المصهور ذو لزوجة منخفضة مما يسهل من الصب في القوالب، خاصة في إنتاج القطع الصغيرة ذات الأشكال المعقدة. كما تستخدم السبائك المصنوعة من الزنك والألومنيوم على هيئة بديل رخيص وعملي عن الحديد في عدد من التطبيقات المختلفة.